# Murry
Murry – miasto w Stanach Zjednoczonych, w stanie Wisconsin, w hrabstwie Rusk.